# Фудбалска репрезентација Буркине Фасо
Фудбалска репрезентација Буркине Фасо је фудбалски тим који представља Буркину Фасо на међународним такмичењима и под контролом је Фудбалског савеза Буркине Фасо.

## Историја
На Афричком купу нација су учествовали девет пута, а дебитовали су 1978. године када су такмичење завршили у групи са сва три пораза. На купу нација 1998. су били близу медаље, али су на крају освојили 4. место. Највећи успех на Афричком купу нација су остварили 2012. године када су стигли до финала, али су у финалу поражени од Нигерије са 1:0.
Никада нису учествовали на Светском првенству.

## Резултати репрезентације

### Светско првенство
- 1930 до 1974 – Нису учествовали
- 1978 – Нису се квалификовали
- 1982 до 1986 – Нису учествовали
- 1990 – Нису се квалификовали
- 1994 – Повукли се из квалификација
- 1998 до 2018 – Нису се квалификовали

### Афрички куп нација
- 1957 до 1965 – Нису учествовали
- 1968 – Нису се квалификовали
- 1970 до 1972 – Повукли се
- 1974 – Нису се квалификовали
- 1978 – Групна фаза
- 1980 – Нису учествовали
- 1982 – Нису се квалификовали
- 1984 до 1988 – Нису учествовали
- 1990 до 1992 – Нису се квалификовали
- 1994 – Повукли се
- 1996 – Групна фаза
- 1998 – 4. место
- 2000 – Групна фаза
- 2002 – Групна фаза
- 2004 – Групна фаза
- 2006 до 2008 – Нису се квалификовали
- 2010 – Групна фаза
- 2012 – Групна фаза
- 2013 – 2. место
- 2015 – Групна фаза